# Colaptes atricollis
Colaptes atricollis là một loài chim trong họ Picidae.
Đây là loài đặc hữu của Peru.
Môi trường sống tự nhiên của nó là các khu rừng ẩm thấp nhiệt đới hoặc cận nhiệt đới, vùng cây bụi nhiệt đới hoặc cận nhiệt đới, và rừng trước đây bị suy thoái nặng nề.